# Święty Maron
Maron (zm. 410) – mnich syryjski; czczony jako święty przez Kościół katolicki i Kościół prawosławny, organizator życia duchowo-klasztornego w Libanie od V wieku. Od jego imienia nazwę wziął Kościół maronicki.  Maron był znany ze swojej pracy misyjnej, przypisywanych mu uzdrowień i cudów oraz ascezy.

## Życie i działalność
Brak dokładnych informacji i szczegółów na temat jego życia. Urodził się w połowie IV wieku w Syrii, został pustelnikiem eremitą w górach w regionie Taurus Cirrus, w pobliżu Antiochii. Jego ascetyczny tryb życia i cuda, które zostały mu przypisane przyciągnęły do niego  wielu zwolenników i przyniosły mu sławę w całym cesarstwie. W około 405 Jan Chryzostom wysłał mu list, wyrażając swój szacunek i oddanie, z prośbą o modlitwę za niego.

## Kościół maronicki
Maron jest uważany za duchowego ojca zgromadzenia zakonnego-które dało podstawy do powstania Kościoła maronickiego. Maron spędził większość swego życia na syryjskich górach. Prawdopodobnie miejscem jego zamieszkania było Kefar-Nabo, i znajdowało się na górze Ol-Yambos, dlatego syryjskie terytorium blisko góry jest uważane za kolebkę zgromadzenia maronitów.
Kongregacja maronicka  rozprzestrzeniła się w Libanie, kiedy pierwszy uczeń  Marona Cirrus zdał sobie sprawę, że niewielu ludzi w Libanie praktykuje chrześcijaństwo i  użył postać Marona jako autorytetu moralnego w celu  konwertowania na chrześcijaństwo. Wyznawcy kościoła maronickiego  pozostali wierni nauczaniu Kościoła katolickiego,  Kościół maronicki ma status kościoła  sui iuris w ramach Kościoła Katolickiego.

## Kult
Relikwie zostały sprowadzone do opactwa  Sassovivo w Foligno, następnie były przechowywane przez dłuższy czas w wiosce Volperino przed przeniesieniem do katedry San Feliciano w Foligno, a następnie część z nich wróciła do Sassovivo. 25 listopada 2005, relikwie zostały skradzione z opactwa Sassovivo.

## Patronat
Święty Maron jest patronem: kościoła maronickiego, miasta Volperino, Eparchii św. Marona w Sydney, Eparchii Świętego Marona w Brooklynie, Diecezji św. Marona w Montrealu